# Dagmar Ruderisch
Dagmar Ruderisch (geboren 1954) ist eine ehemalige deutsche Richterin des Oberlandesgerichts München. Von 2015 bis 2021 war sie Generalsekretärin des Bayerischen Verfassungsgerichtshofs.

## Juristische Karriere
Seit 1994 arbeitete die Juristin am Oberlandesgericht München, seit 2003 als Vorsitzende Richterin.
Am 25. Oktober 2001 wurde Dagmar Ruderisch vom Bayerischen Landtag zum berufsrichterlichen Mitglied des Bayerischen Verfassungsgerichtshofs gewählt. Am 11. November 2009 und am 17. Oktober 2017 wurde sie für jeweils weitere acht Jahre als berufsrichterliches Mitglied wiedergewählt.
Am 22. Februar 2006 wurde Ruderisch vom Präsidenten des Bayerischen Verfassungsgerichtshof zur Generalsekretärin ernannt. Sie war für diese Zeit von ihren Aufgaben als Vorsitzende Richterin am Oberlandesgericht München freigestellt. Zuständig war sie dabei für die Unterstützung des Präsidenten, die Durchführung der Verwaltungsgeschäfte und die Vorbereitung der Sitzungen. Sie übte diese Tätigkeit bis zum Eintritt in den Ruhestand 2021 aus. Ruderisch wurde ehrenvoll verabschiedet.

## Publikation
- Verfassungsrechtliche Aspekte der Rechtsprechung zum Verkehrsordnungswidrigkeitenrecht. In: Reinhard Böttcher, Edda Huther, Peter Rieß (Hrsg.): Verfassungsrecht – Menschenrechte – Strafrecht: Kolloquium für Dr. Walter Gollwitzer zum 80. Geburtstag am 16. Januar 2004 in München. Walter de Gruyter, 2013, ISBN 978-3-11-089497-4, S. 209–228.